# Romanogobio ciscaucasicus
Romanogobio ciscaucasicus és una espècie de peix cipriniforme de la família dels ciprínids.

## Morfologia
Els mascles poden assolir els 15 cm de longitud total.

## Distribució geogràfica
Es troba als rius que desguassen a l'oest de la mar Càspia.